# Benjamin Egbudiwe
Benjamin Egbudiwe (Uppsala, 1992) è un giocatore di football americano svedese che milita nel ruolo di defensive lineman per i Nordic Storm.
In precedenza ha giocato per gli Uppsala 86ers, per i Tyresö Royal Crowns, per i Seinäjoki Crocodiles, per gli Helsinki Wolverines, per gli Stockholm Mean Machines, per i Barcelona Dragons e per gli Helvetic Mercenaries.